# Erland Huldt
Karl Anders Erland Huldt, född 17 oktober 1912 i Stockholm, död 21 maj 1990 i Sollefteå, var en svensk jägmästare.
Erland Huldt, som var son till bankdirektören Hugo Huldt och Regina Winther, tog studentexamen 1932 och reservofficersexamen 1934, varefter han blev elev vid Skogshögskolan, där han utexaminerades 1939. Han blev aspirant vid Björkå AB samma år, skogschefsassistent 1943 och skogschef vid samma skogsbolag 1953. 
Han gifte sig 1940 med gymnastikdirektören Gudrun Wåhlstedt, med vilken han fick två barn. Motorjournalisten Fredrik Huldt är en sonson.